# Procanace gressitti
Procanace gressitti är en tvåvingeart som beskrevs av Mercedes Delfinado 1970. Procanace gressitti ingår i släktet Procanace och familjen Canacidae. Inga underarter finns listade i Catalogue of Life.